# China Mobile
China Mobile – operator telefonii komórkowej, którego zarząd znajduje się w Queen's Road, w Hongkongu, w Chińskiej Republice Ludowej.
China Mobile jest zarejestrowane na hongkońskiej giełdzie jako China Mobile oraz na giełdzie nowojorskiej (NYSE) jako China Mobile Limited, symbol CHL. Jest częścią holdingu China Mobile Communications Group Co., Ltd administrowanym przez SASAC.